# Klaus Ritter (Mathematiker, 1961)
Klaus Ritter (* 1961 in Duisburg) ist ein deutscher Mathematiker und Hochschullehrer.

## Ausbildung und Beruf
Ritter studierte von 1981 bis 1988 Informatik und Mathematik an der Friedrich-Alexander-Universität Erlangen-Nürnberg. Dort promovierte er 1990 bei Erich Novak mit einer Arbeit zum Thema Durchschnittliche Fehler numerischer Verfahren bezüglich des Wiener-Maßes. Von 1991 bis 1992 war er Postdoc an der University of Kentucky. 1996 habilitierte er sich auf dem Gebiet der Mathematik an der Universität Erlangen-Nürnberg. Von 1998 bis 1999 arbeitete er als wissenschaftlicher Assistent an der Universität Passau. Von 1999 bis 2000 ging er als Forschungsmitarbeiter der Alexander-von-Humboldt-Stiftung an das Lamont-Doherty Earth Observatory der Columbia University. Von 2000 bis 2010 war er Professor für Mathematik an der Technischen Universität Darmstadt. 2010 wechselte er auf eine Professur für Mathematik an die damalige Technische Universität Kaiserslautern, heute Rheinland-Pfälzische Technische Universität in Kaiserslautern.

## Forschungsinteressen
Ritter forscht auf dem Gebiet der numerischen Lösung von partiellen stochastischen Differentialgleichungen, der unendlich-dimensionalen Integration, der Komplexitätstheorie, der Monte-Carlo- und Quasi-Monte-Carlo-Algorithmen und der Anwendung der Stochastik auf Probleme in der Industrie.
Ritter wirkte als Antragsteller und als beteiligter Wissenschaftler an mehreren von der Deutschen Forschungsgemeinschaft (DFG) geförderten Projekten mit, darunter
- 2004–2009: Optimale Approximation der Lösung von stochastischen Evolutionsgleichungen
- 2008–2014: Constructive Quantization and Multilevel Algorithms for Quadrature of SDEs
- 2008–2016: Adaptive Wavelet Methods for SPDEs
- 2014–2018: Stochastische Modelle für Innovationen in den Ingenieurwissenschaften[4]

Zusammen mit Dmitriy Bilyk, Stephan Dahlke, Aicke Hinrichs, Frances Kuo, Peter Mathé, Leszek Plaskota, Ian Hugh Sloan und Joseph F. Traub organisierte Ritter 1998, 2002, 2006 und 2019 die Dagstuhl-Seminare Algorithms and Complexity for Continuous Problems.
Ritter hat mehr als 100 Publikationen verfasst. Sein h-Index liegt bei 33.

## Preise und Anerkennung
Ritter gewann einige Male den Best Paper Award des Journals of Complexity, darunter
- 2006: zusammen mit Knut Petras für den Artikel On the complexity of parabolic initial value problems with variable drift
- 2015: zusammen mit Thomas Müller-Gronbach und Larisa Yaroslavtseva für den Artikel On the complexity of computing quadrature formulas for marginal distributions of SDEs[10]

Im Jahr 2007 wurde er mit dem Prize for Achievement in Information-Based Complexity ausgezeichnet.

## Veröffentlichungen (Auswahl)
- Mit Michael Gnewuch, Aicke Hinrichs, Robin Rüßmann: Infinite-dimensional integration and L2-approximation on Hermite spaces, 2023, arXiv online
- Mit Michael Gnewuch, Mario Hefter, Aicke Hinrichs: Countable Tensor Products of Hermite Spaces and Spaces of Gaussian Kernels, 2021, arXiv online
- Mit Michael Gnewuch, Mario Hefter, Aicke Hinrichs, Grzegorz W. Wasilkowski: Embeddings for infinite-dimensional integration and L2-approximation with increasing smoothness, 2019, Journal of Complexity, Band 54
- Mit Dmitriy Bilyk, Aicke Hinrichs, Frances Y. Kuo: Algorithms and Complexity for Continuous Problems, 2019, Dagstuhl Seminar 19341 online
- Mit Erich Novak, Ian Sloan, Henryk Woźniakowski: Joseph F. Traub, the Founding Editor of the Journal of Complexity, dies at 83, 2015, Journal of Complexity, Band 31
- Mit Thomas Müller-Gronbach, Erich Novak: Monte-Carlo-Algorithmen, 2012, Springer, Berlin, ISBN 9783540891406
- Average-case analysis of numerical problems, 2000, Springer Science & Business Media, ISBN 3-540-67449-7
- Mit Erich Novak: High dimensional integration of smooth functions over cubes, 1996, Numerische Mathematik, Band 75 (researchgate.net PDF)
- Asymptotic optimality of regular sequence designs, 1996, The annals of Statistics, Band 24 online
- Approximation and optimization on the Wiener space, 1990, Journal of Complexity, Band 6 online